# Stade de Procé
Le stade de Procé est une installation sportive située à Nantes (Loire-Atlantique), près du parc de Procé dans le quartier Hauts-Pavés - Saint-Félix.

## Historique
Le stade est inauguré le 4 mai 1919, puis en 1936 sont construites des tribunes. La piste d'athlétisme sera quant à elle ajoutée après la Seconde Guerre mondiale.
Le Football Club de Nantes joue une partie de ses premiers matchs au stade de Procé avant d'obtenir l'autorisation de jouer au stade Marcel-Saupin.
Désormais, le stade vit au rythme des entraînements d’athlétisme de différents clubs, notamment le Nantes Étudiants Club. Tous les ans au mois de juin, le Nantes Étudiants Club y organise un meeting de demi-fond.

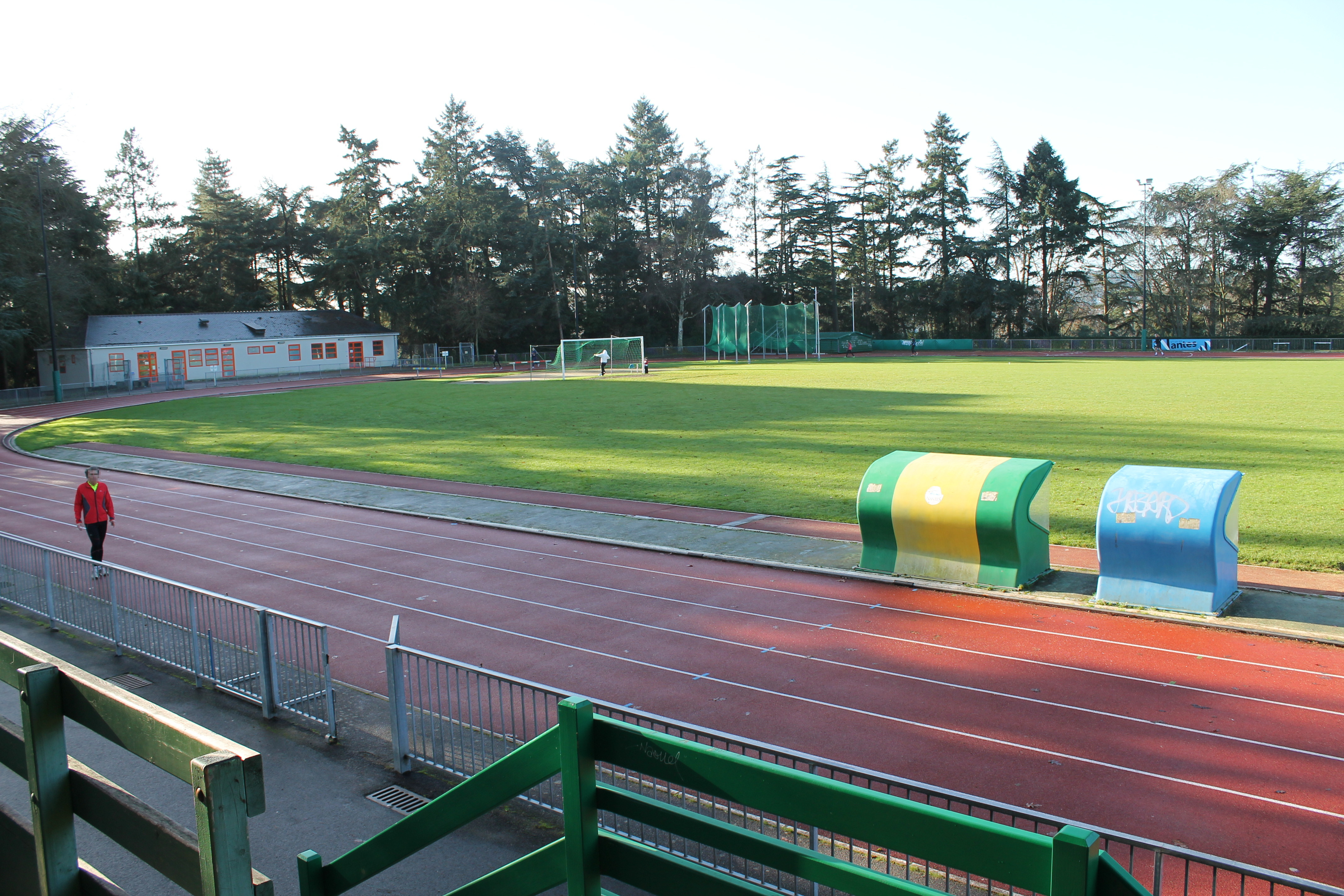

## Accès
Le site est accessible par les transports en commun de l'agglomération nantaise :
- ligne de bus 54, arrêt Fallières.